# Näs säteri, Norrköping
Denna artikel handlar om säteriet i Norrköpings kommun. För andra gårdar med namnet Näs, se Näs (olika betydelser)

Näs är en herrgård i Östra Stenby socken i Norrköpings kommun.
På 1600-talet ägdes den av riksrådet och friherren Gustaf Kurck. Nuvarande manbyggnaden uppfördes 1840 i senempirisk stil av D. W. Blom i två plan med putsade fasader, frontespiser och sadeltak. 
På 1910-talet anlade arkitekt Rudolf Abelin en trädgård och pergola - en pelargång med överliggare och eventuellt valv för trädgården - mot Svensksundsviken, som är en del av Bråviken.
1911 köptes gården av Anna Hultenheim och Hjalmar Wernstedt som också ägde Fredriksbergs herrgård. 1968 ärvdes den av Hjalmar Wernstedts brorson, generalmajoren Lage Wernstedt. Den är fortfarande i familjen Wernstedts ägo.